# III. Magnus svéd király
III. Magnus Birgersson vagy Hombárzáró Magnus (1245 k. – 1290. december 18.) svéd király 1275-től haláláig, a feudális társadalmi rend megalapítója Svédországban.
Birger jarl második legidősebb fia volt és apja mellett a hercegi címet örökölte. 1275-ben Magnus norvég segítséggel fellázadt bátyja, Valdemár ellen, és elűzte a trónról. 1277-ben Valdemár dán segítséggel az ország déli részeit visszaszerezte, de 1278-ban Magnus kezébe kaparintotta azokat is, és megalapította a Gotlandi királyságot. Német hercegnőt vett feleségül, ami hozzásegítette az európai feudalizmus megismeréséhez. 1279-ben, Alsnőben kiadott rendeletében megteremtette a világi nemesség, a frälse osztályát, amelynek tagjai a katonáskodás fejében adókedvezményeket és társadalmi rangot kaptak. A sors iróniája, hogy a királyt éppen ennek az intézkedésének a nyomán tekintették a köznép és tulajdona védelmezőjének, amire a Ladulås ("hombárzáró") jelző is utal (bár némely kutató szerint a ragadványnév Magnus másik nevének, a Ladislausnak az eltorzulásából alakult ki). Magnus adókedvezményekkel az egyház támogatását szintén megnyerte, kiterjesztette a német és a svéd kereskedők előjogait, királyi tanácsadó testületet állított fel, hozzáfogott a jogrend törvénybe foglalásához, és más reformokat is szorgalmazott a királyi hatalom megerősítésére és a közigazgatás fejlesztésére. Halála után fia, Birger követte a trónon.

## Gyermekei
- Magnus első felesége nem ismert, egy gyermeket szült a királynak:
  - Erik (1275 – 1279)
- Magnus 1276. november 11-én[2] vette feleségül Holsteini Hedviget (1257 – 1324), aki öt gyermeket szült férjének:
  - Ingeborg[6] (1277 – 1319. augusztus 5.) ∞ VI. Erik dán király
  - Birger[6] (1280 – 1321. május 31.)
  - Erik[6] (1282 – 1318. február 16.)
  - Valdemár[6] (1285 – 1318. február 16.)
  - Rikissza[6] (1287 – 1348)